# Brakefieldia simonsii
Brakefieldia simonsii is een vlinder uit de familie van de Nymphalidae, uit de onderfamilie van de Satyrinae. De soort is voor het eerst wetenschappelijk beschreven als Mycalesis simonsii door Arthur Gardiner Butler in een publicatie uit 1877.

## Verspreiding
De soort komt voor in Congo-Kinshasa, Oeganda, Kenia, Tanzania, Angola, Zambia, Malawi, Mozambique, Namibië, Botswana en Zimbabwe.

## Habitat
In Tanzania vliegt de vlinder tussen 400 en 2000 meter hoogte. De vlinder komt jaarrond voor in savannes en grashellingen, vaak bij beken en rivieren. 